# Azerbaïdjan aux Jeux olympiques d'été de 2000
L'Azerbaïdjan participe aux Jeux olympiques d'été de 2000 à Sydney. Il s'agit de leur 2e participation à des Jeux d'été.
La délégation azerbaïdjanaise, composée de 31 athlètes dans 8 sports, termine 34e du classement général avec 3 médailles (2 en or et 1 en bronze).

## Nombre d'athlètes qualifiés par sport
Voici la liste des qualifiés et sélectionnés Azerbaidjanias par sport (remplaçants compris) :
| Sport      | Hommes | Femmes | Total |
| ---------- | ------ | ------ | ----- |
| Athlétisme | 3      | 1      | 4     |
| Boxe       | 4      | 0      | 4     |

## Liste des médaillés azerbaïdjanais

### Médailles d'or
| Sport              | Discipline         | Sportifs                | Performance                  |
| Médailles d'or : 2 |                    |                         |                              |
| Tir                | Skeet (F)          | Zemfira Meftakhetdinova |                              |
| Lutte libre        | Moins de 54 kg (H) | Namig Abdullayev        | Azerbaïdjan 4 - 3 États-Unis |

### Médailles d'argent
| Sport                  | Discipline | Sportifs | Performance |
| Médailles d'argent : 0 |            |          |             |

### Médailles de bronze
| Sport                   | Discipline         | Sportifs        | Performance                |
| Médailles de bronze : 1 |                    |                 |                            |
| Boxe                    | Moins de 75 kg (H) | Vugar Alakbarov | Azerbaïdjan 18 - 8 Turquie |

## Athlétisme

### Hommes
| Athlète        | Épreuve | Séries        | Séries | Quarts de finale | Quarts de finale | Demi-finales | Demi-finales | Finale  | Finale  |
| Athlète        | Épreuve | Temps         | Rang   | Temps            | Rang             | Temps        | Rang         | Temps   | Rang    |
| -------------- | ------- | ------------- | ------ | ---------------- | ---------------- | ------------ | ------------ | ------- | ------- |
| Teymur Qasimov | 100 m   | 10 s 97       | 7e     | Eliminé          | Eliminé          | Eliminé      | Eliminé      | Eliminé | Eliminé |
| Faiq Bagirov   | 800 m   | 1 min 57 s 39 | 8e     | Eliminé          | Eliminé          | Eliminé      | Eliminé      | Eliminé | Eliminé |

| Athlète       | Épreuve     | Qualification | Qualification | Finale      | Finale  |
| Athlète       | Épreuve     | Performance   | Rang          | Performance | Rang    |
| ------------- | ----------- | ------------- | ------------- | ----------- | ------- |
| Sergey Bockov | Triple saut | 16,01 m       | 30e           | Eliminé     | Eliminé |

### Femmes
| Athlète      | Épreuve              | Séries      | Séries      | Quarts de finale | Quarts de finale | Demi-finales | Demi-finales | Finale | Finale |
| Athlète      | Épreuve              | Temps       | Rang        | Temps            | Rang             | Temps        | Rang         | Temps  | Rang   |
| ------------ | -------------------- | ----------- | ----------- | ---------------- | ---------------- | ------------ | ------------ | ------ | ------ |
| Aida Isayeva | 20 kilomètres marche | Non disputé | Non disputé | Non disputé      | Non disputé      | Non disputé  | Non disputé  | DNF    | /      |

## Boxe

### Hommes
| Athlète              | Catégorie       | 16e de finale          | 8e de finale              | Quart de finale      | Demi-finale         | Finale              |
| Athlète              | Catégorie       | Adversaire Résultat    | Adversaire Résultat       | Adversaire Résultat  | Adversaire Résultat | Adversaire Résultat |
| -------------------- | --------------- | ---------------------- | ------------------------- | -------------------- | ------------------- | ------------------- |
| Mahac Nuriddinovun   | Poids légers    | Défaite Russie 5-14    | Eliminé                   | Eliminé              | Eliminé             | Eliminé             |
| Ruslan Xeyirov       | Poids welters   | Non disputé            | Victoire Tunisie 13-8     | Défaite Russie 10-10 | Eliminé             | Eliminé             |
| Eli Shamil Ismayilov | Poids mi-lourds | Victoire Roumanie 14-9 | Défaite Ouzbékistan 18-23 | Eliminé              | Eliminé             | Eliminé             |
| Mohammed Ariphaciyev | Poids lourds    | Défaite Allemagne 4-9  | Eliminé                   | Eliminé              | Eliminé             | Eliminé             |